# كهن بالا (فين)
کهن بالا (بالفارسية: کهن بالا) هي قرية تقع في إيران في قسم فين الريفي. يقدر عدد سكانها بـ 183 نسمة بحسب إحصاء 2016.